# Virgen de Revilla (Baltanás)
La Virgen de Nuestra Señora de Revilla, también conocida como Virgen de Revilla, es una escultura religiosa de finales del siglo XIII, considerada la figura de Belén más antigua de España. Esta virgen es la patrona de Baltanás (Palencia, España).

## Historia
El conjunto que integra la Virgen de Revilla, consistente en una imagen del siglo XIII, adaptada a la figura de un asno y completada con otra imagen de San José, evoca la representación tradicional del episodio de la Huida a Egipto, posiblemente creada en el momento en que el teatro de Navidad se iba sustituyendo paulatinamente por imágenes, algunas móviles, conformando lo que hoy conocemos como belén, pesebre o Nacimiento, una representación de la Natividad que incorpora figuras en un escenario. Otro conjunto similar, aunque algo posterior a juzgar por la vestimenta, propia del siglo XIV, se conserva en el Museo Diocesano de Segovia, faltando la figura de San José. La Virgen de Revilla fue exhibida en el año 2000 en Madrid, con ocasión de la magna exposición "Oro, incienso y mirra. Los belenes en España", la primera de gran formato dedicada a mostrar la historia del belén hispano, patrocinada por la Fundación Telefónica. En el catálogo, elaborado por la comisaria de la muestra Letizia Arbeteta, se describe por vez primera su importancia para la historia del belén.
Según el historiador Francisco José Gómez, la escultura data de finales del siglo XIII, en torno al año 1293. Su creación se realizó apenas 70 años después del Nacimiento que representó San Francisco de Asís en la ciudad italiana de Greccio en la Navidad de 1223. Posteriormente la Orden Francisca y las Clarisas Franciscanas extendieron la costumbre del belén en España. En el municipio de Baltanás se encuentra un convento de la Orden de los Franciscanos, que pudieron traer la imagen.
Otra de las figuras de belén de esta época es la Adoración de los Reyes Magos del siglo XV-XVI que se encuentra en la localidad burgalesa de Melgar de Fernamental. 

### Robo
La escultura fue robada en plenas fiestas patronales del municipio, el 9 de septiembre de 1981 (hacia las 5 de la mañana). El hurto fue realizado por René Alphonse Vanden Bergue, más conocido como Erik el Belga, el ladrón de arte más buscado de Europa. Los ladrones rompieron la puerta de la Ermita de Nuestra Señora de Revilla, que es donde se encontraba la imagen y se la llevaron. 
En enero del año 1982, Erik el Belga fue detenido en Barcelona y su banda desarticulada. El valor de lo que habían robado ascendía a más de mil millones de pesetas (más de 6 millones de euros). Entre las obras recuperadas no estaba la Virgen de Revilla.

### Recuperación
Erik vendió la imagen de nuestra Patrona a un primer anticuario por 450.000 pesetas, este la vendió a un marchante francés, acabando la imagen en manos de un anticuario francés, donde fue intervenida por la policía española. El conjunto escultórico no se encontró completo, a la Huida a Egipto le faltaba el San José y el burro que los tiraría al considerarlo de menor valor. 

## Descripción artística

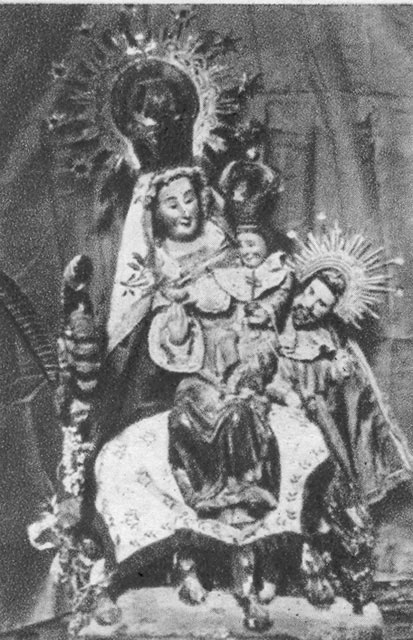
Virgen de Revilla (antes del robo)

La escultura se creó para escenificar la Huida a Egipto, pero después del robo, solo se conserva la Virgen con el Niño. Es una figura exenta, móvil, que no se colocaba en ningún retablo. San José y la borriquilla eran un añadido del siglo XV. 

## La Virgen de Revilla en la actualidad
Por seguridad, la Virgen de Revilla se conserva actualmente en el Museo del Cerrato Castellano y solo vuelve a su ermita en días señalados. La Huida a Egipto que se venera actualmente en el templo es una réplica de cómo fue, realizada tras el robo por el restaurador burgalés Florentino Lomillo.